# Puerto de Palombera
El puerto de Palombera es un puerto de montaña de 1ª categoría situado en Cantabria (España). Se localiza en la cordillera Cantábrica, en el extremo oriental de la sierra del Cordel.  

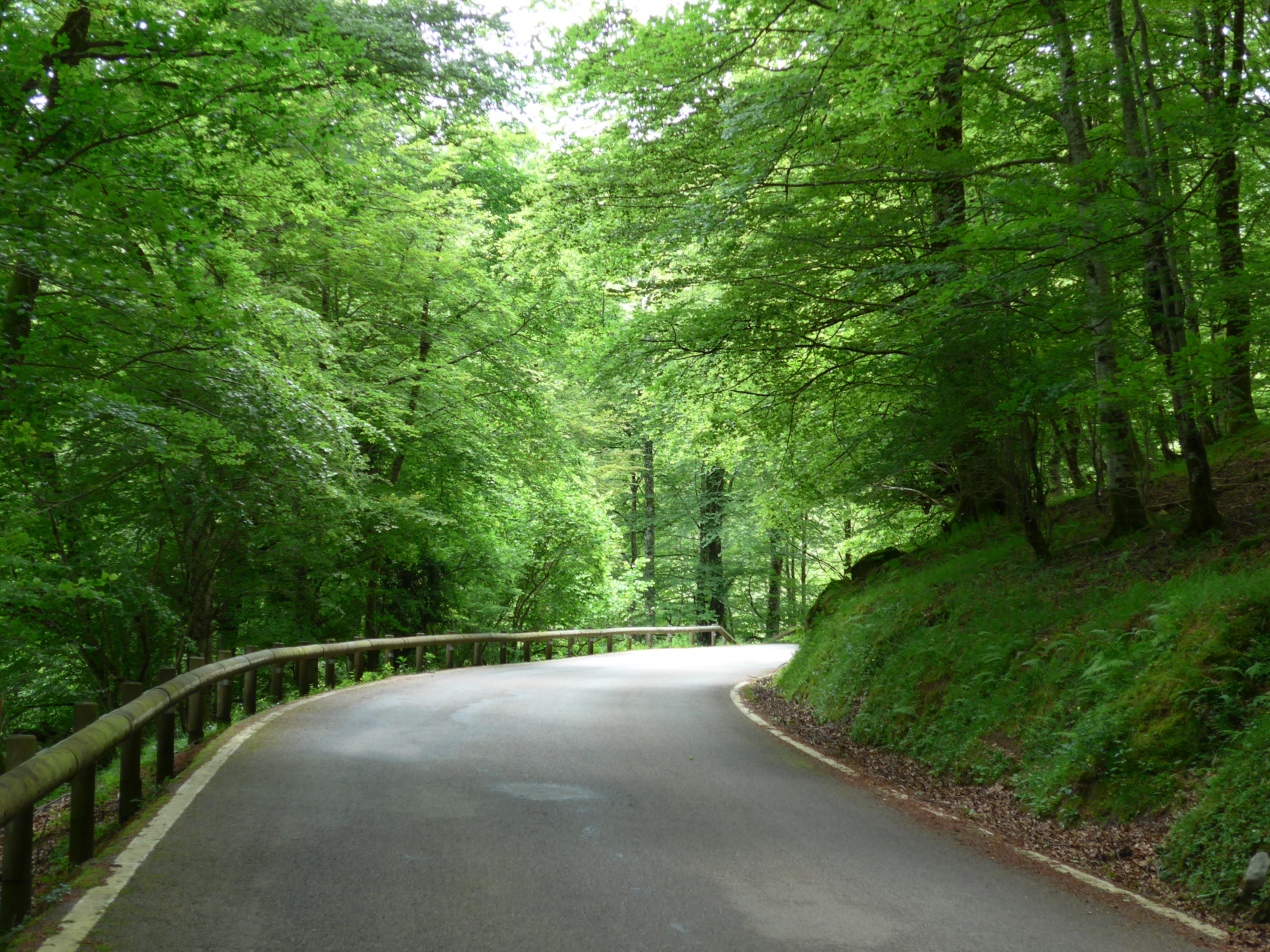
Carretera del puerto de Palombera.

Por el puerto discurre la carretera CA-280 que corona a 1260 metros. Esta vía sirve de conexión entre el Valle de Cabuérniga y el Valle de Campoo, siendo las localidades de Saja en el norte, y Soto en el sur las más próximas a la divisoria en cada vertiente. 
La subida más larga es la correspondiente a la vertiente norte (32 km), con su mayor parte discurriendo dentro de los límites del parque natural del Saja-Besaya, y subiendo desde los 195 m s. n. m. de Ruente a los 1260 m s. n. m. La vertiente sur es mucho más corta, apenas 6 kilómetros para descender a los 920 m s. n. m. de la ribera del Híjar.